# Tegeticula
Genre
Tegeticula est un genre de lépidoptères de la famille des Prodoxidae.

## Liste d'espèces
Selon NCBI (18 août 2021) :
- Tegeticula altiplanella
- Tegeticula antithetica
- Tegeticula baccatella
- Tegeticula baja
- Tegeticula californica
- Tegeticula carnerosanella
- Tegeticula cassandra
- Tegeticula corruptrix
- Tegeticula elatella
- Tegeticula intermedia
- Tegeticula maculata
- Tegeticula maderae
- Tegeticula mexicana
- Tegeticula mojavella
- Tegeticula rostratella
- Tegeticula superficiella
- Tegeticula synthetica
- Tegeticula tambasi
- Tegeticula tehuacana
- Tegeticula treculeanella
- Tegeticula yuccasella

## Espèces selon certains sites (au 18 août 2021)
| ncbi                      | Catalogue of Life     | biolib                    | gbif                      |
| ------------------------- | --------------------- | ------------------------- | ------------------------- |
| Tegeticula altiplanella   |                       | Tegeticula altiplanella   |                           |
| Tegeticula antithetica    |                       |                           | Tegeticula antithetica    |
| Tegeticula baccatella     |                       | Tegeticula baccatella     |                           |
| Tegeticula baja           |                       |                           |                           |
| Tegeticula californica    |                       |                           | Tegeticula californica    |
| Tegeticula carnerosanella |                       | Tegeticula carnerosanella | Tegeticula carnerosanella |
| Tegeticula cassandra      |                       | Tegeticula cassandra      | Tegeticula cassandra      |
| Tegeticula corruptrix     |                       | Tegeticula corruptrix     |                           |
| Tegeticula elatella       |                       | Tegeticula elatella       |                           |
|                           | Tegeticula extranea   |                           |                           |
| Tegeticula intermedia     |                       | Tegeticula intermedius    |                           |
| Tegeticula maculata       | Tegeticula maculata   | Tegeticula maculata       | Tegeticula maculata       |
| Tegeticula maderae        |                       | Tegeticula maderae        | Tegeticula maderae        |
| Tegeticula mexicana       | Tegeticula mexicana   |                           | Tegeticula mexicana       |
| Tegeticula mojavella      |                       | Tegeticula mojavella      | Tegeticula mojavella      |
|                           | Tegeticula paradoxa   |                           | Tegeticula paradoxa       |
| Tegeticula rostratella    |                       | Tegeticula rostratella    |                           |
| Tegeticula sperficiella   |                       | Tegeticula superficiella  |                           |
| Tegeticula synthetica     |                       | Tegeticula synthetica     | Tegeticula synthetica     |
| Tegeticula tambasi        |                       |                           | Tegeticula tambosi        |
| Tegeticula tehuacana      |                       |                           | Tegeticula tehucana       |
| Tegeticula treculeanella  |                       | Tegeticula treculeanella  |                           |
| Tegeticula yuccasella     | Tegeticula yuccasella | Tegeticula yuccasella     | Tegeticula yuccasella     |